# Hans Nüsslein
Hans Nüsslein (ur. 31 marca 1910 w Norymberdze, zm. 28 czerwca 1991 w Altenkirchen) – tenisista niemiecki.

## Kariera tenisowa
Był jednym z pierwszych czołowych tenisistów zawodowych. Dołączył do grona profesjonalistów w 1931, nie odnosząc wcześniej sukcesów jako amator. Czterokrotnie zdobył tytuł zawodowego mistrza świata (1933, 1936, 1937, 1938), wygrywał także zawodowe mistrzostwa USA (1934), Francji (1937, 1938) i Londynu (1937). Ponadto kilkakrotnie w najważniejszych imprezach zawodowych przegrywał w finałach.
Miał na koncie zwycięstwa nad wybitnym graczem amerykańskim Williamem Tildenem, który wysoko cenił swojego niemieckiego rywala, chwaląc szczególnie jego uderzenia z głębi kortu i zmysł taktyczny. O sile gry Nüssleina świadczył m.in. wynik jego spotkań z francuskim mistrzem Wimbledonu, Henri Cochetem – w latach 1936–1939 Niemiec pokonał Francuza dziesięć razy z rzędu, nie tracąc seta.
Hans Nüsslein był czołowym graczem niemieckim lat 30., w odróżnieniu jednak od Gottfrieda von Cramma i Hennera Henkela – jako tenisista profesjonalny – nie mógł rywalizować w turniejach wielkoszlemowych i Pucharze Davisa. Był z tego powodu nieco zapomnianym graczem, ale w 2006 został uhonorowany miejscem w Międzynarodowej Tenisowej Galerii Sławy.